# Luciana Paes
Pour les articles homonymes, voir Luciana et Paes.
Luciana Paes, née le 17 octobre 1980 à São Paulo, est une actrice brésilienne de théâtre, de cinéma et de séries télévisées.

## Filmographie
- 2009 : Tudo o Que é Sólido Pode Derreter (série télévisée)
- 2009 : One for Another (court métrage)
- 2011 : Cão (court métrage) : Jeanne
- 2011 : All About Happiness : la préposée de la K.Air
- 2011 : 3% (court métrage télévisé)
- 2012 : The Comforting Hand (court métrage)
- 2012 : Serra do Mar (court métrage) : Julia
- 2013 : Adorável Psicose (série télévisée)
- 2013 : A Ópera do Cemitério (téléfilm) : Jaqueline
- 2013 : Além do Horizonte (série télévisée) : Ana Selma
- 2013 : Crô: O Filme : Ariadne Fontoura
- 2013 : Novembro (court métrage)
- 2014 : Necropolis Symphony : Jaqueline
- 2013-2014 : 3 Teresas (série télévisée) : Michele (8 épisodes)
- 2015 : Aí Eu Vi Vantagem (série télévisée) : Katarina Barroso de Barros
- 2016 : Don't Call Me Son : Tia Yara
- 2016 : Amor em Sampa : Regiane
- 2016 : Those Five Seconds (court métrage)
- 2016 : Call Me Bruna (série télévisée) : Mônica (8 épisodes)
- 2017 : Neurotic Quest for Serenity : Ana Juliana
- 2017 : Vade Retro (mini-série) : Kika (3 épisodes)
- 2017 : The Fates : Inês
- 2017 : O Animal Cordial : Sara
- 2017 : Good Manners : la voix du centre commercial
- 2017 : Malasartes e o Duelo com a Morte : la tisserande
- 2017 : Divórcio : Sofia
- 2018 : Desnude (série télévisée) : Cecília
- 2016-2018 : 3% (série télévisée) : Cássia (13 épisodes)
- 2016-2020 : Me Chama de bruna (série télévisée) : Mónica
- 2018 : Uma Quase Dupla em Ação Contra a Chatice : opératrice télémarketing
- 2018 : Amigo de Aluguel (série télévisée) : Sara
- 2018 : A Sombra do Pai : Cristina
- 2018 : Espelho da Vida (série télévisée) : Lenita Marques (45 épisodes)